# Daphne Wils
Daphne Wils (28 de diciembre de 1997) es una deportista neerlandesa que compite en saltos de trampolín. Ganó una medalla de bronce en el Campeonato Europeo de Saltos de 2017, en la prueba de trampolín sincronizado.

## Palmarés internacional
| Campeonato Europeo | Campeonato Europeo | Campeonato Europeo | Campeonato Europeo   |
| Año                | Lugar              | Medalla            | Prueba               |
| ------------------ | ------------------ | ------------------ | -------------------- |
| 2017               | Kiev (Ucrania)     | Medalla de bronce  | Trampolín 3 m sincro |